# Lumeau
Lumeau és un municipi francès, situat al departament de l'Eure i Loir i a la regió de Centre – Vall del Loira. L'any 2017 tenia 149 habitants.

## Demografia

### Població
El 2007 la població de fet de Lumeau era de 185 persones. Hi havia 72 famílies, de les quals 20 eren unipersonals (4 homes vivint sols i 16 dones vivint soles), 28 parelles sense fills i 24 parelles amb fills.
La població ha evolucionat segons el següent gràfic:
Habitants censats

### Habitatges
El 2007 hi havia 89 habitatges, 75 eren l'habitatge principal de la família, 9 eren segones residències i 5 estaven desocupats. 88 eren cases i 1 era un apartament. Dels 75 habitatges principals, 64 estaven ocupats pels seus propietaris i 11 estaven llogats i ocupats pels llogaters; 6 tenien dues cambres, 7 en tenien tres, 21 en tenien quatre i 41 en tenien cinc o més. 71 habitatges disposaven pel capbaix d'una plaça de pàrquing. A 28 habitatges hi havia un automòbil i a 38 n'hi havia dos o més.

## Economia
El 2007 la població en edat de treballar era de 99 persones, 80 eren actives i 19 eren inactives. De les 80 persones actives 74 estaven ocupades (41 homes i 33 dones) i 6 estaven aturades (4 homes i 2 dones). De les 19 persones inactives 4 estaven jubilades, 5 estaven estudiant i 10 estaven classificades com a «altres inactius».

### Ingressos
El 2009 a Lumeau hi havia 69 unitats fiscals que integraven 178 persones, la mediana anual d'ingressos fiscals per persona era de 21.036 €.

### Activitats econòmiques
Dels 5 establiments que hi havia el 2007, 2 eren d'empreses de fabricació d'altres productes industrials, 1 d'una empresa financera, 1 d'una empresa de serveis i 1 d'una entitat de l'administració pública.
Els 2 serveis als particulars que hi havia el 2009 eren tallers de reparació d'automòbils i de material agrícola.
L'any 2000 a Lumeau hi havia 17 explotacions agrícoles que ocupaven un total de 1.330 hectàrees.